# 양원식 (가수)
양원식(1966년 9월 10일 ~ )은 대한민국의 가수이다. 1996년 정규 앨범 《하늘끝까지》로 데뷔했다.

## 방송
- KBS 대학가요축제 (1990)
- MBC 신인가요제 (1991) - 은상
- 콘테스트M3 (2023) - 장려상(6위)